# Буффальмакко
Буффальмакко (італ. *Buffalmacco, 1262, Флоренція —†1340, Флоренція) — італійський художник, представник пізньої готики. Уславлений письменником Джованні Бокаччо як розвеселий і винахідливий дотепник у «Декамероні». Джорджо Вазарі у своїх «Життєписах найвідоміших живописців» залишив про цього художника значний твір, що складається здебільшого з анекдотів.

## Життєпис
Народився у Флоренції у 1262 році. Справжнє ім'я Буонаміко ді Мартіно, а Буффальмакко — це прізвисько, з італійського веселун. Замолоду був учнем художника Андреа Тафо.
Роботи Буффальмакко цінувалися як за життя, так і після смерті художника. Найвідомішею працею є фреска «Тріумф смерті» на Святому полі (Кампосанте) у Пізі. Над нею художника працював у середині 1330-х років. У фресці «Тріумф смерті» немає послідовно викладеної розповіді. Вона являє собою низку сцен, які можна розглядати в різному порядку. На тлі ландшафтного поля внизу, на шляху шляхетного товариства, що відбуло на полювання, опиняються три труни з небіжчиками. Відлюдник вказує вершникам і їх свиті на мертвих. Їх вигляд зводить нанівець усі суєтні думки і зарозумілість шляхетного панства. Від цієї сцени йде драбина нагору, де розташовується обитель чистих духом самітників. Праворуч від неї розгортається сцена, в якій чорти скидають захоплені ними душі в ущелини землі, з яких здіймаються язики полум'я. Ще далі вправо ангели ведуть битву за людські душі, а під ними розташувалася група витончено одягнених кавалерів і дам, котрі милуються райським садом. Молодик грає на віолі, дама розважається з собачкою, а над ними ширяють путті. Головний сенс фресок — нагадування про тлінність насолод, скороминущість життя, нагадування про спасіння душі.
Крім того у 1320-х роках виконував замовлення Гвідо Тарлаті, єпископа та володаря міста Ареццо. Є згадки про роботи Буффальмакко у містах Болонья, Ассізі.
Помер Буонаміко Буффальмакко у 1340 році у віці сімдесяти восьми років у флорентійській лікарні Санта Маріа Нуова для бідних. Похований разом з іншими бідняками на кладовищі Осса при лікарні.